# Maria Pia Pagliarini
Maria Giuseppina Concetta Pagliarini, detta Maria Pia (Modena, 27 aprile 1902 – 1935), è stata un soprano italiana.

## Biografia
Maria Pia Pagliarini nacque il 27 aprile 1902 a Modena in Villa S. Faustino n.138, figlia di Giovanni Pagliarini e di Adalgisa Silvestri.
Fu allieva di Alessandro Vezzani al Liceo musicale di Bologna e poi di Celestina Boninsegna a Milano. Debuttò probabilmente nel 1921 al Conservatorio Niccolò Paganini di Genova in una rappresentazione dei Pagliacci (nel ruolo di Nedda).
Sposa nel 1922 Giuseppe Montarsi, agricoltore modenese.
Sposatasi nel 1930 con il maestro Fugazzola, decise il ritiro dalle scene. Morì nel 1935.